# Henri Hubert
Pour les articles homonymes, voir Hubert.
Henri Hubert, né à Paris 6e le 23 juin 1872 et mort à Chatou le 25 mai 1927, est un archéologue et un sociologue spécialiste des religions comparées. Il est surtout connu pour son travail sur les Celtes et sa collaboration avec Marcel Mauss et d'autres membres de l'Année sociologique.

## Biographie

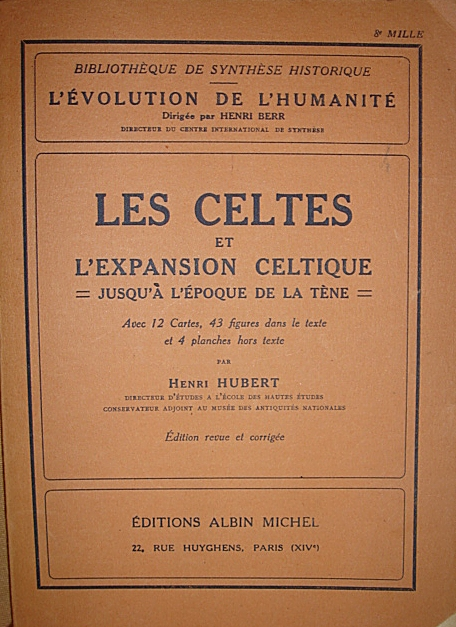
Une synthèse qui fit date. Première édition posthume par Marcel Mauss dans la collection de Henri Berr

Henri Hubert est élève au lycée Louis-le-Grand où l'abbé Quentin, aumônier du lycée, sut éveiller son intérêt pour l'étude des religions en général et la religion assyrienne en particulier. Ayant intégré l'École normale supérieure il réussit l'agrégation d'histoire en 1895. Sa thèse de doctorat traite des religions pré-chrétiennes en Asie Mineure.
Henri Hubert s'est davantage consacré à la recherche qu'à l'enseignement. Il devint directeur de recherches à l'École pratique des hautes études (Section Sciences religieuses, religions primitives de l'Europe) et fut nommé en 1898 conservateur-adjoint au musée d'Archéologie nationale de Saint-Germain-en-Laye.
C'est également de 1898 que datent son amitié pour Marcel Mauss et sa collaboration à L'Année sociologique d'Émile Durkheim.
En 1906, Henri Hubert est nommé professeur à l'École du Louvre. Ses cours abordaient la préhistoire ethnographique de l'Europe. Tout au long des deux premières décennies du vingtième siècle il a continué à publier sur l'Asie et sur les Celtes.

## Publications
- Esquisse d'une théorie générale de la magie, avec Marcel Mauss, Paris, L'Année sociologique, 1902-1903
- Mélanges d'histoire des religions : de quelques résultats de la sociologie religieuse, le sacrifice, l'origine des pouvoirs magiques, la représentation du temps, Paris, éd. Félix Alcan, coll. « Bibliothèque de philosophie contemporaine », 1909 lire en ligne
- Les Celtes et l'expansion celtique jusqu'à l'époque de La Tène, Paris, Albin Michel, 1932 (réédition en 1974, et en 2007 par Jean de Bonnot)
- Les Celtes depuis l'époque de la Tène et la civilisation celtique, La Renaissance du livre, 1932 (réédition en 2007 par Jean de Bonnot)
- Les Germains : cours professé à l'École du Louvre en 1924-1925, Paris, Albin Michel, 1952